# Alter Kessenicher Friedhof

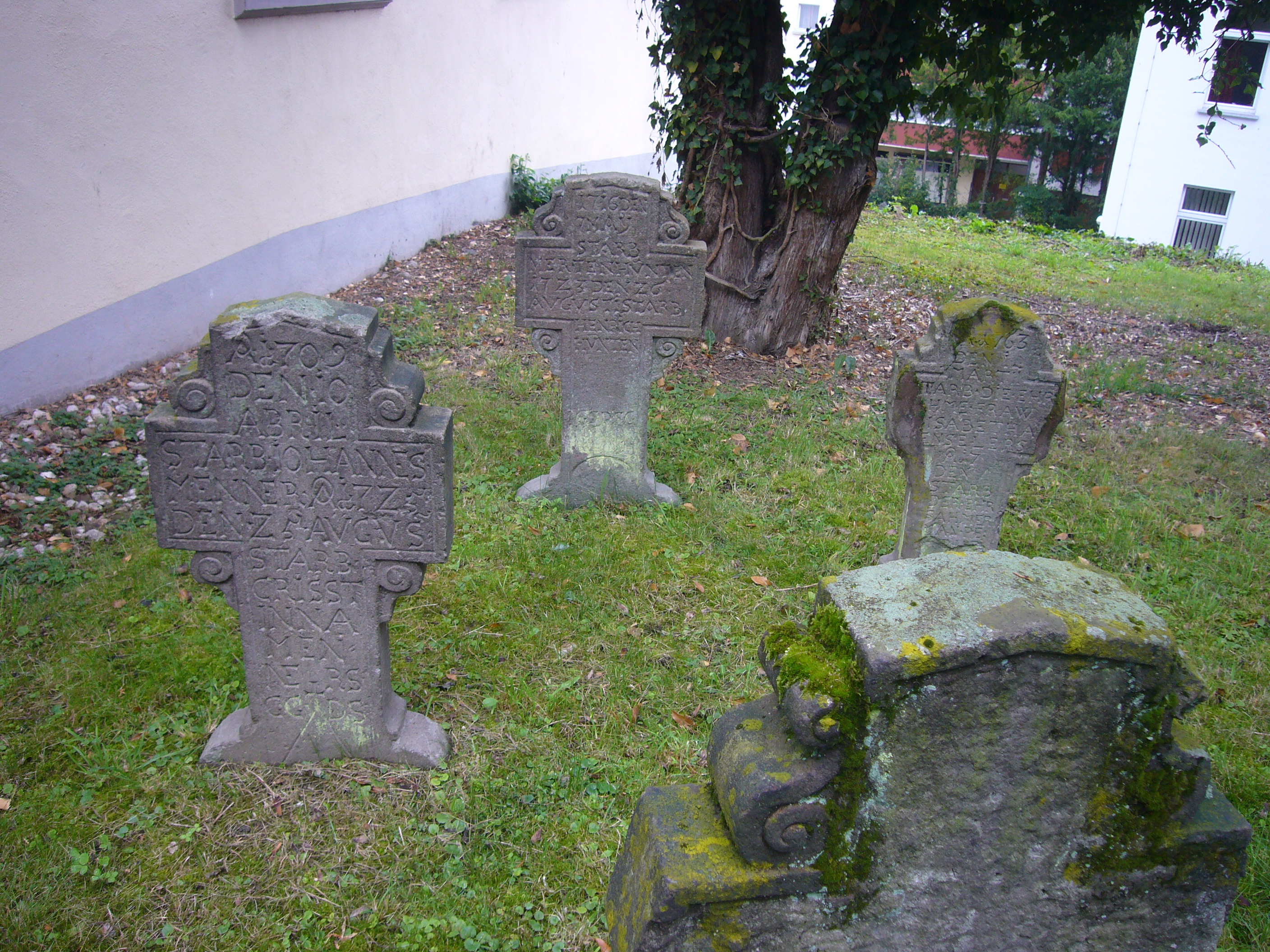
Teilweise restaurierte, historische Grabkreuze auf dem Alten Kessenicher Friedhof

Der Alte Kessenicher Friedhof gehört zu den ältesten noch bestehenden Friedhöfen auf dem heutigen Gebiet der Stadt Bonn. Ursprünglich vermutlich bereits als Begräbnisplatz für Angehörige des anliegenden Klosters verwendet, wurde er als öffentlicher Friedhof ab dem Jahr 1827 genutzt; der Friedhof liegt im Ortsteil Kessenich und steht unter Denkmalschutz.
Mit der Adresse Nikolausstraße 6 liegt er am Hanggelände zwischen der Nikolausstraße/Rosenburgweg mit dem  St.-Franziskus-Hospital und der höher gelegenen Rosenburg. Gegenüber dem schmalen Zuweg zum Friedhofseingang (genannt Kuhgasse) befindet sich das Kessenicher Kriegerdenkmal. Am Eingang zum Friedhof steht die historische Alt-St. Nikolaus-Kapelle.
Vom 1874 erweiterten Friedhof hat man einen weitgehend unverbauten Blick auf Kessenich und das Siebengebirge. Offiziell wurde der Friedhof im Jahr 1893 nach Eröffnung des neuen, rund 400 Meter entfernt liegenden Kessenicher Bergfriedhofs geschlossen, Beerdigungen (Erdbestattung) fanden jedoch bis ins 21. Jahrhundert statt. Nur 170 Grabstellen standen zur Verfügung. Der Friedhof ist mit seinem Bestand an teilweise schon über 300 Jahre alten Grabsteinen stark verwittert; einzelne Steinkreuze wurden 1981 allerdings von der Stadt Bonn instand gesetzt. Im Jahr 2012 erwog die Stadtverwaltung eine endgültige Aufgabe des Friedhofes, der dann ab dem Jahr 2040 als öffentlicher Park geführt werden und somit zu einer finanziellen Entlastung der zuständigen Friedhofsbudgets beitragen sollte.
Die auffallendste Grabstelle des Friedhofes ist einer Familie Klemmer gewidmet. Dabei handelt es sich um eine kleine Grabkapelle in romanischer Anmutung, die im Inneren mit einem kleinen Tischaltar und einem Standkreuz ausgestattet ist. Gemauert aus rotbraunem Backstein, ist die Kapelle mit kleinen Rundbögen und einem aufwendig verziertem Eingangstor versehen. Wandöffnungen und Eingang sind in Form von Vierpässen ausgestaltet.
Auf dem Friedhof finden sich Gräber von Geistlichen, Mönchen und Nonnen des ehemaligen Kessenicher Klosters und alteingesessener Kessenicher Familien. Auch der Philologe Franz Bücheler, der Architekt Johannes Richter, der Industrielle Gustav Schlieper und der Historiker Ernst aus’m Weerth wurden hier bestattet.